# BNT +
BNT + (bulharsky БНТ +) je plánovaný bulharský televizní kanál určený pro děti, jehož vlastníkem je Bulharská národní televize.
Vysílání má být zaměřeno na dětské a dospívající filmy, televizní seriály a zábavné pořady. Vysílání mělo být zahájeno na podzim 2013 v digitálním formátě., avšak dosud se žádný televizní přenos na tomto kanále neuskutečnil.